# Androsace ovczinnikovii
Androsace ovczinnikovii là một loài thực vật có hoa trong họ Anh thảo. Loài này được Schischk. & Bobrov mô tả khoa học đầu tiên năm 1952.